# Eisenbahnunfall von Lapovo
Bei dem Eisenbahnunfall von Lapovo entgleiste am 9. Oktober 1988 im Bahnhof von Lapovo, Okrug Šumadija, Jugoslawien (heute: Serbien), ein Zug. Dabei starben 33 Menschen.

## Unfallhergang
Bei der Durchfahrt des Schnellzugs von Skopje nach Belgrad durch den Bahnhof von Lapovo entgleisten die beiden letzten Wagen des Zuges und schlugen gegen die Lokomotive eines dort wartenden Güterzuges. Sie wurden stark beschädigt. Als Unfallursache wurde „technisches Versagen“ festgestellt.

## Folgen
33 Menschen starben, 15 weitere wurden verletzt.